# Évangile de la vérité

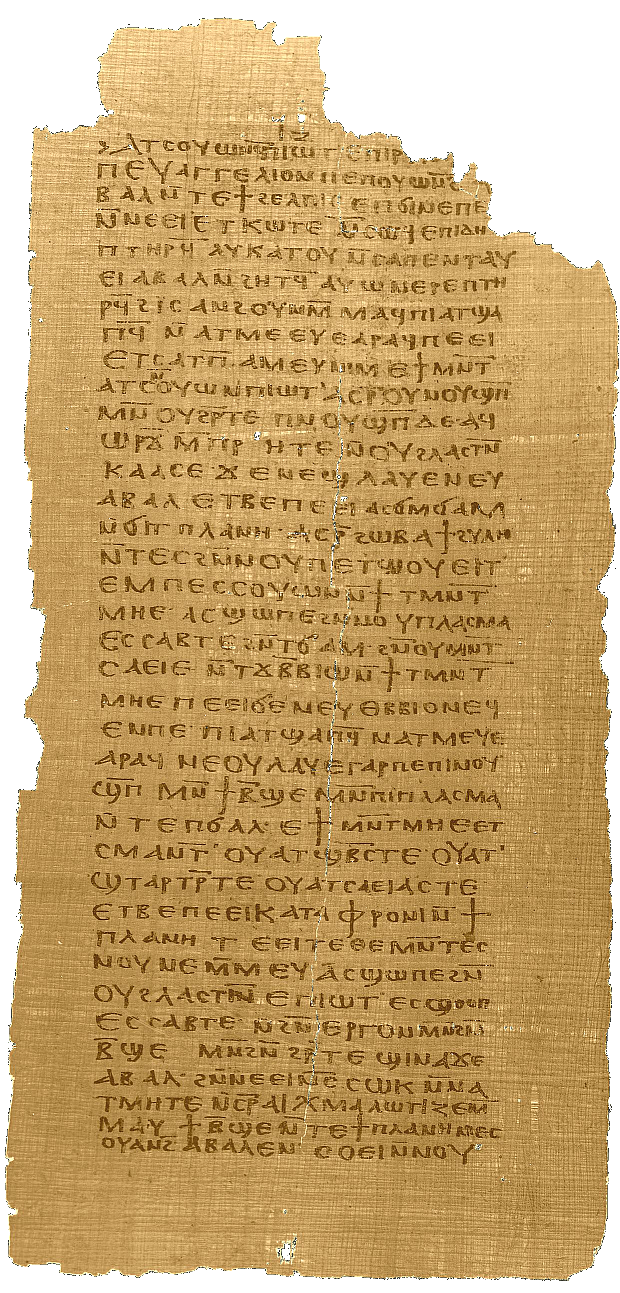
Papyrus 17 du Codex 1 de la bibliothèque de Nag Hammadi contenant une partie du texte de l’Évangile de la Vérité.

L’Évangile de la Vérité, ou évangile de Vérité, est un traité gnostique du IIe s., en copte, trouvé avec la bibliothèque de Nag Hammadi. Son titre vient des premières lignes du texte, car il n'a pas de titre.
Extrait :
« L'Évangile de Vérité est joie pour ceux qui ont reçu du Père de Vérité la grâce de le connaître, à travers le pouvoir du Mot est venu du Plérôme, celui qui est dans la pensée et dans l'esprit du Père, c'est-à-dire celui qui s'est adressé au Sauveur. »
— Évangile de Vérité 16

## Auteur
Personne n'est capable d'affirmer qui a écrit ce texte mais on le fait correspondre aux idées de Valentin, prêcheur gnostique du IIe siècle (vers 180). "Écrit par Valentin lui-même (van Unnik, Quispel (nl)), d'origine valentinienne (Puech, Grobel, Grant), d'origine non valentinienne (Haenchen, Schenke), présuppose le système valentinien entièrement développé (Jonas), commentaire homilétique valentinien (Ménard)". 

### Texte
- Évangile de vérité, trad. J. É. Ménard, éd. E. J. Brill, coll. "Nag Hammadi Studies", Leyde, 1972, 228 p.
- Jean-Pierre Mahé et Paul-Hubert Poirier, Écrits gnostiques. La bibliothèque de Nag Hammadi, Gallimard, coll. "Bibliothèque de la Pléiade", 1830 p., 2007. 48 traités : Prière de l’apôtre Paul, Épître apocryphe de Jacques, Évangile de la vérité...

### Études
- H. Leisegang, La gnose (1924), trad., Payot, 1951.